# Nicholas J. Belkin
Nicholas J. Belkin (* 1942) je americký informační vědec, profesor na Rutgers University, kde vyučuje na School of Communication, Information and Library Studies. Hlavní zaměření jeho vědecké práce představují digitální knihovny a studium interaktivních procesů mezi uživateli a informačními vyhledávacími systémy.

## Studium a profesní začátky
V roce 1968 vystudoval ruský jazyk a literaturu (B.A.) na University of Washington v Seattle. Po dokončení studia vystřídal několik zaměstnání, včetně obsluhy zdvihacího mostu. V roce 1970 pokračoval ve studiu knihovnictví (M.L.S.) opět na University of Washington. V postgraduálním studiu na Londýnské univerzitě se věnoval informačním studiím, titul Ph.D. získal v roce 1977. Během studia na této univerzitě vytvořil základy teorie anomálního stavu poznání v anglické zkratce ASK.

## Profesní dráha
V roce 1985 začal Belkin pracovat na Rudgersově univerzitě, v té době byla vyvinuta Belkinova hypotéza anomálního stavu znalostí neboli ASK. Během působení na Rutgersově univerzitě byl Belkin spoluzakladatelem online magisterského programu v oboru knihovnictví a informační vědy.
Podle teorie ASK má člověk nutnost vyhledávat informace po styku s něčím, co je pro něj neznámé. Poté, co najde dost informací, tak přehodnotí své znalosti a zhodnotí jestli potřebuje víc informací nebo ne.
Než Belkin začal svoji kariéru profesora, působil nejprve jako knihovník na University of Washington a později jako zástupce knihovníka v The Nature Conservancy v Londýně. V letech 1995-1999 předsedal Special Interest Group on Information Retrieval a v roce 2005 působil jako prezident American Society for Information Science and Technology. Za dobu jeho působení na postu profesora informační vědy přednášel nejen na Rutgers University, ale také na University of Western Ontario a Free University v Berlíně. Zastával také funkci hostujícího vědce v Institutu systémové vědy na National University of Singapore. Od roku 2020 je emeritním profesorem knihovnictví a informační vědy.
V roce 1985 vydal svoji jedinou knihu pod názvem Interaction in Information Systems: A Review of Research from Document Retrieval to Knowledge-Based Systems, podílel se také na tvorbě nezpočtu kapitol v knihách jiných autorů zabývajících se informační vědou a vytvořil přes 50 článků do odborných časopisů.

## Ocenění a vyznamenání
Za svoje působení v informační vědě získal celkem dvacet tři ocenění a vyznamenání. Z nich například ASIS&T Excellence in Research in Information Science Award, které oceňuje jednotlivé vědce nebo týmy za významné přispění ve výzkumu informačních věd, ASIS&T Award of Merit za celoživotní dílo v oblasti informační vědy, nebo také ACM Special Interest Group on Information Retrieval (SIGIR) Gerard Salton Award (2015) za významné příspěvky ve výzkumu v oblasti informačních věd.